# Barão Vermelho

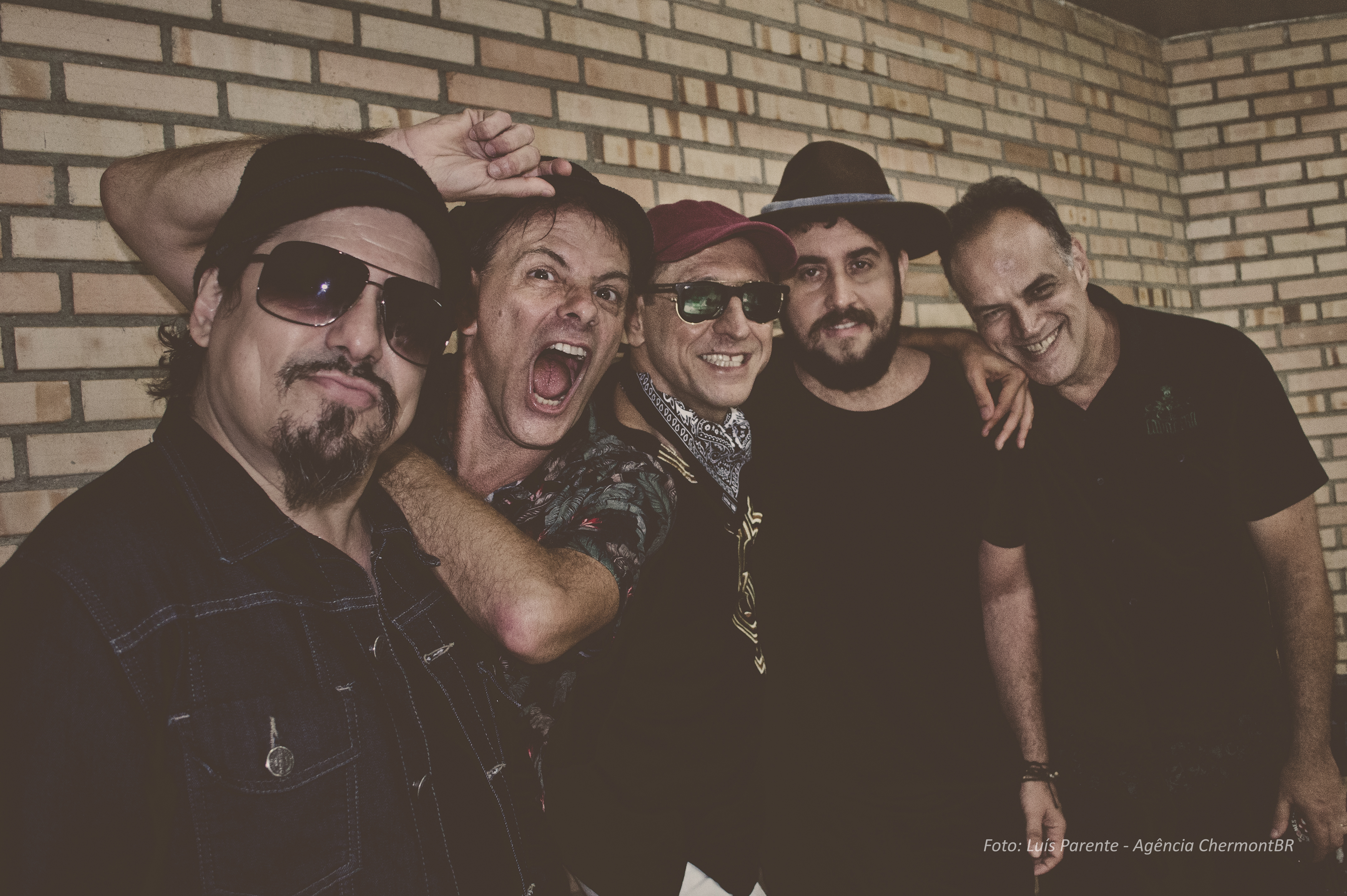
Barão Vermelho en 2017.

Barão Vermelho est un groupe de rock brésilien créé en 1981 à Rio de Janeiro, au Brésil. Ce groupe est considéré comme un des quatre groupes brésiliens les plus influents des années 1980, avec Legião Urbana, Os Paralamas do Sucesso et Titãs,,.

## Histoire

### Les débuts (1981-1982)
Après avoir assisté un concert du groupe Queen au stade Morumbi, à São Paulo, Guto Goffi (Flavio Augusto Goffi Marquesini), 19 ans (batterie) et Maurício Barros (Maurício Carvalho de Barros), 17 ans (clavier musical) ont eu l’envie de créer un groupe de rock. En octobre 1981, les deux étudiants du lycée « Colégio da Imaculada Conceição » de Rio de Janeiro ont choisi le nom du groupe : Guto a suggéré Barão Vermelho (Baron rouge), surnom de l’aviateur allemand Manfred von Richthofen, principal ennemi des Alliés lors de la Première Guerre mondiale : Barão Vermelho (Baron rouge), et Maurício l'a approuvé. Quelques jours plus tard, le binôme est rejoint par Dé (André Palmeira Cunha) à la basse et Frejat (Roberto Frejat) à la guitare électrique. Les répétitions se passaient toujours chez les parents de Mauricio. Comme le groupe n’avait pas de chanteur, Guto a réussi à contacter le chanteur Leo Guanabara (qui est aujourd’hui connu sous le nom de Leo Jaime (pt)). En revanche, sa voix a été considérée trop suave pour le groupe de rock. Les membres du groupe ne l’ont pas accepté. Leo Jaime ne s’est pas énervé, vu qu’il appartenait déjà à trois autres groupes musicaux (entre eux João Penca e Seus Miquinhos Amestrados (pt)). Il a donc proposé au groupe le chanteur Cazuza (Agenor de Miranda Araujo Neto) pour le remplacer. C'est ainsi que Barão Vermelho fut formé.

### Barão VermelhoetBarão Vermelho 2(1982-1984)
En 1982, les musiques de leur premier album nommé Barão Vermelho (sorti le 27 septembre) ont été diffusées et elles ont plu à Ezequiel Neves (José Ezequiel Moreira Neves), journaliste et producteur de musique et à Guto Graça Mello, directeur de la maison de disque brésilienne Som Livre. Ensemble, ils ont lancé le groupe et, avec un petit budget, en quatre jours, le premier album a été enregistré : « Barão Vermelho ». Parmi les musiques les plus importantes, on trouve « Bilhetinho Azul », « Todo Amor Que Houver Nessa Vida », « Ponto Fraco » et « Down em Mim ». Après quelques concerts à Rio de Janeiro et São Paulo, le groupe est rentré au studio, et en un mois, a enregistré le second album « Barão Vermelho 2 », sorti en 1983.

### Maior Abandonado(Aîné abandonné) et Rock In Rio (1984-1985)
Même si le groupe semblait prometteur, les radios avaient un avis différent et ne jouaient pas leurs chansons. Ce n'est qu'à la suite de la reprise par Ney Matogrosso de la chanson « Pro dia nascer feliz » que les radios ont commencé à diffuser la version originale de cette musique jouée par Barão Vermelho. A la même époque, Caetano Veloso a reconnu Cazuza comme un grand poète et a inclus la musique « Todo amor que houver nessa vida » dans son répertoire. Le groupe a commencé à être connu, la notoriété était tellement importante qu’ils ont été invités à composer la bande-son du film Bete Balanço, de Lael Rodrigues, en 1984, et leurs musiques ont été diffusées partout au Brésil. Pour profiter de cette reconnaissance du public, le groupe a lancé le troisième album « Maior Abandonado » en 1984, qui a été vendu à plus de cent mille exemplaires en seulement six mois.
En 1984, Barão Vermelho a joué avec l’Orquestra Sinfonica Brasileira (Orchestre symphonique brésilien), et en 1985 ils ont été invités pour ouvrir le festival Rock in Rio.

### Départ de Cazuza et retour au succès (1985-2001)
Cazuza avait déjà exprimé son envie de travailler seul, et a été soutenu par Frejat à condition qu’il n’abandonne pas le groupe. Sa sortie annoncée au public à la fin d’un concert a été difficile, occasionnant des problèmes dans l’amitié entre Cazuza et Frejat. Ils ne se sont réconciliés que quelques années plus tard. À la sortie du groupe, Cazuza a ramené avec lui quelques musiques pour son premier album solo. Le groupe a surmonté ceci par le lancement de « Torre de Babel », avec la voix de Frejat.
En 1986, ils ont lancé le quatrième album « Declare Guerra », et même si les compositions ont été faites avec l’aide de certains grands compositeurs comme Renato Russo et Arnaldo Antunes, l’album n’a pas été un grand succès. Le groupe, se croyant abandonné, a signé un contrat avec Warner et a lancé en 1987 l’album « Rock’n Geral » avec la participation d’autres membres pour les compositions. Même si l’album avait reçu des bonnes critiques, il n’a pas vendu plus que 15 000 exemplaires. La même année, Mauricio a quitté le groupe, et Fernando Magalhães – guitare électrique et Peninha – percussion l'ont rejoint.
Avec seulement trois membres originaux, le groupe a lancé, en 1988, l'album « Carnaval », mélangeant hard rock et chansons romantiques. L’album fut un succès en radio, notamment grâce à la musique « Pense e Dance », de la série brésilienne « Vale Tudo » (créée par Gilberto Braga). Cette musique a garanti au groupe l’opportunité d’ouvrir les concerts de Rod Stewart au Brésil. L’année suivante, en 1989, encore très connu par le public, Barão Vermelho a lancé le septième album « Barão ao Vivo » (Barão en direct), enregistré à São Paulo, et dans cette même année la maison de disque Som Livre a lancé la collection « Os melhores momentos de Cazuza e o Barão Vermelho », en incluant plusieurs succès comme « Pro dia nascer feliz », « Bete Balanço », entre autres. Cette collection a encore plusieurs raretés comme la musique « Eclipse Oculto » – inédite et « Eu queria ter uma bomba », musique qui était seulement présente dans la bande-son de la série brésilienne « A gata comeu », affichée en 1985.
En 1990, après plusieurs divergences, le bassiste Dé a quitté le groupe, laissant sa place pour Dadi, ancien membre du groupe « Novos Baianos » et « A Cor do Som (pt) ». Au même temps, Mauricio Barros revient au clavier musical. Aussi dans la même année, Barão Vermelho lance l'album « Na Calada da Noite », montrant le côté le plus acoustique du groupe. C'est cet album qui sort la musique « O poeta esta vivo », une allusion à Cazuza, qui est décédé quelques mois plus tard par la SIDA.
Encore en 1990, tous les membres du groupe sont considérés comme les meilleurs dans leur catégorie, et en 1991, le groupe a été choisi, par unanimité du public et par critique du magazine Bizz, comme le meilleur groupe de l’année. En 1991 et 1992, Barão Vermelho a eu le Trophée Sharp (pt) de meilleur groupe de rock, et encore en 1992, ils ont été élus comme le meilleur groupe du Hollywood Rock de l’année. Le bassiste Dadi a été remplacé par Rodrigo Santos.
En 2001, après avoir participé au Rock In Rio 3 Pour un monde meilleur, les membres du groupe ont décidé de faire une pause pour développer leurs projets personnels.

### Le retour (2004-2007)
A l’année 2004, Barão Vermelho s’est reformé encore une fois et a lancé un album homonyme, avec le rock’n’roll pur du début de leur carrière, en incluant quelques hits comme « Cuidado » et « A Chave da Porta da Frente ».
En août 2005, le groupe a lancé le premier DVD. Enregistré au Circo Voador (pt), le « MTV ao vivo – Barão Vermelho » a eu quelques succès comme l’inédite « O nosso mundo » et le ré-enregistrement de « Codinome Beija Flor », avec l’inclusion de la voix de Cazuza par le grand écran du concert. L’album a fait succès et a permis au Barão Vermelho d’avoir un album d’or de plus.
Après une tournée de 2 ans, le 12 janvier 2007 le groupe a fait leur dernier concert à Rio de Janeiro avant une nouvelle pause. Ses membres ont commencé à s’investir dans des projets solos. Avant cette deuxième pause, le groupe a lancé un livre sur leur carrière et un DVD avec le concert inoubliable de Rock In Rio 1.

### 30 ans de carrière, tournée commémorative et le décès de Peninha (2012-2016)
En 2012, Frejat et Rodrigo Santos ont confirmé par des entretiens et dans les réseaux sociaux le deuxième retour du groupe après 5 ans de pause. La réunion a été une commémoration des 30 ans de carrière du groupe et du lancement du premier album. Ainsi que les commémorations avec une tournée de 6 mois, il y a eu le re-lancement de l’album « Barão Vermelho », enregistré en 1982, remixé et remastérisé, avec des bonus, raretés et une musique inédite. Le concert a eu le bassiste Dé Palmeira comme invité spécial. Il était prévu dans cette époque un nouveau concert avec MTV Brésil, une transmission en direct de la plage de l’Arpoador, à Rio de Janeiro, ainsi qu’un documentaire racontant l’histoire du groupe, mais ils n’ont pas été accomplis. Après les événements, le groupe est parti pour encore une autre pause, à partir de mars 2013, sans prévision de retour.
Trois ans plus tard, le 19 septembre 2016, le percussionniste Peninha est décédé par une hémorragie stomacale. Le musicien était à l’hôpital à la zone sud de Rio de Janeiro, depuis le début du mois avec des problèmes digestifs.

### Retour sans Frejat (depuis 2017)
Le 17 janvier 2017 le groupe a annoncé la fin de la pause, en revanche sans la participation de Roberto Frejat. Il est remplacé par le chanteur et guitariste Rodrigo Nogueira, aussi connu comme Rodrigo Suricato, leader du groupe « Suricato », connu par le talent show Superstar à la châine Rede Globo en 2014. Frejat a déclaré qui actuellement n’a pas d’intérêt professionnel avec le groupe et qu’il voulait leur rejoint quand le groupe fêtera ses 40 ans en 2021, mais ceci n’était pas dans les prévisions des autres membres, qui ont décidé de revenir avec un nouveau chanteur. Le groupe a aussi lancé le documentaire planifié en 2013, intitulé « A noite não acabou », dirigé par le cinéaste Mini Kerti. Le long métrage clôture le cycle de Frejat dans le groupe. En novembre 2017 le bassiste et chanteur Rodrigo Santos quitte le groupe pour se consacrer exclusivement à ses projets personnels. Le bassiste est substitué par Marcio Alencar, originaire de Pernambuco.

## Cinéma
Le groupe Barão Vermelho a eu une participation au cinéma en 1984, avec le filme Bete Balanço, où Cazuza (encore chanteur du groupe), a écrit la musique thème de la bande-son du film. 

## Discographie

### Albums
- Barão Vermelho (1982)[19]
- Barão Vermelho 2 (1983)
- Maior Abandonado (1984)
- Declare Guerra (1986)
- Rock'n Geral (1987)
- Carnaval (1988)
- Barão ao Vivo (1989)

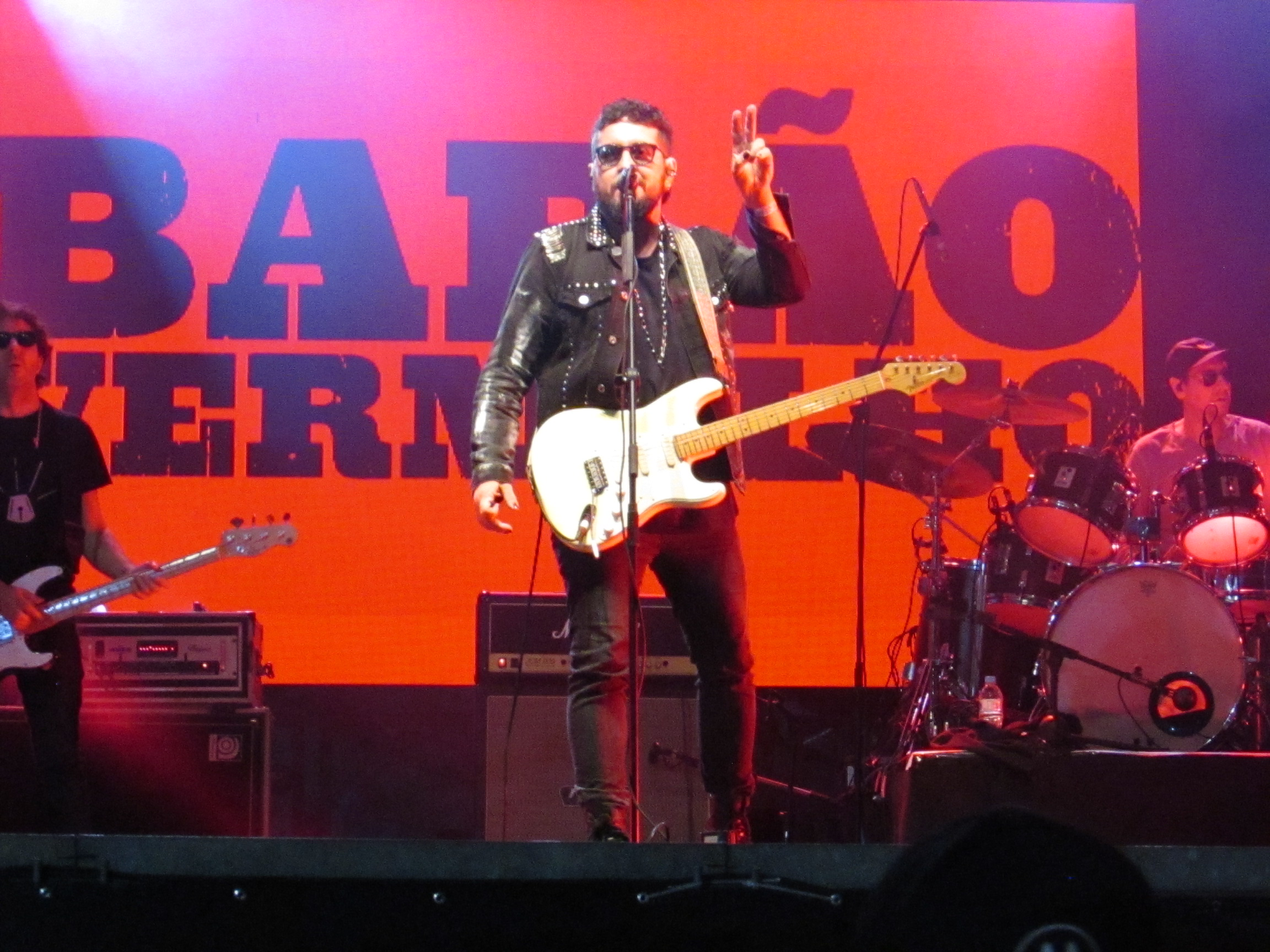
Barão Vermelho (2022)

- Melhores Momentos: Cazuza & Barão Vermelho (1989)
- Na Calada da Noite (1990)
- Acustico MTV (1991)
- Supermercados da Vida (1992)
- Barão Vermelho ao Vivo (1992)
- Carne Crua (1994)
- Album (1996)
- Puro Extase (1998)
- Balada MTV (1999)
- Pedra, Flor e Espinho (2002)
- Barão Vermelho (2004)
- MTV ao vivo (2005)
- Rock in Rio 1985 (2007)

### DVDs
- Acustico MTV (1991)
- Balada MTV (1999)
- MTV ao Vivo (2005)
- Box MTV Barão Vermelho (3 DVDs) (2006)
- Rock in Rio 1985 (2007)

## Membres

### Membres d'origine
- Cazuza - Voix
- Guto Goffi - batterie et percussion
- Roberto Frejat - guitare
- Dé - basse
- Mauricio Barros - clavier musical

### Membres en 2017
- Guto Goffi - batterie et percussion
- Mauricio Barros - clavier musical, basse, guitare et guitare électrique (occasionnellement)
- Fernando Magalhães - guitare électrique
- Marcio Alencar - basse
- Rodrigo Suricato - voix, guitare et guitare électrique

## Sources
1. ↑  (pt) « Documentario sobre Barão Vermelho sera exibido em janeiro nos cinemas », sur www.g1.globo.com, 24 novembre 2016
2. ↑  Tatyana Jacques, « Le bruit de Dionysos : le rock au Brésil et la transfiguration du politique, Abstract », Sociétés, no 104,‎ 2009, p. 39–53 (ISSN 0765-3697, DOI 10.3917/soc.104.0039, lire en ligne, consulté le 21 janvier 2018)
3. ↑  Anaïs Fléchet et Marcos Napolitano, « Musique populaire et dictature militaire au Brésil : dynamiques contestataires et logiques de marché (1964-1985) », Nuevo mundo mundos nuevos,‎ 11 juin 2015 (ISSN 1626-0252, DOI 10.4000/nuevomundo.68081, lire en ligne, consulté le 21 janvier 2018)
4. ↑  « La musique brésilienne dans la géopolitique des sons », sur www.lemonde.fr
5. ↑  (pt) « Barão Vermelho », sur www.infopedia.pt
6. ↑  Júlio César Lobo, « L’adolescent dans le cinéma de fiction brésilien (1953-2014) », Cinémas d’Amérique latine, no 23,‎ 1er juin 2015, p. 26–35 (ISSN 1267-4397, DOI 10.4000/cinelatino.1829, lire en ligne, consulté le 21 janvier 2018)
7. ↑  (pt) Almir Chediak, Songbook Cazuza vol. 1 (lire en ligne)
8. ↑  WERNECK, S. & CARVALHO, W. (réalisateurs). Cazuza Le temps ne s'arrête jamais [film]. 2004, 90 minutes.
9. 1 2  (pt) « Baixista Rodrigo Santos sai do Barão Vermelho após 25 anos no grupo », sur www.g1.globo.com, 14 novembre 2017
10. ↑  (pt) « Barão vermelho faz homenagem a Cazuza no Rock in Rio 3 », sur www.g1.globo.com, 30 mai 2017
11. ↑  (pt) « Barão Vermelho: baixista anuncia turnê de seis meses », sur whiplash.net, 18 aout 2012
12. ↑  (pt) « Barão Vermelho comemora 30 anos do lançamento de disco de estréia », sur www.g1.globo.com
13. ↑  (pt) « Percussionista do Barão Vermelho, Peninha morre no Rio de Janeiro », sur www.ego.globo.com, 20 septembre 2016
14. ↑  (pt) « Barão Vermelho volta com novo integrante », sur www.globotv.globo.com, 4 mai 2017
15. ↑  (pt) « Barão Vermelho se apresenta pela primeira vez com nova formação », sur www.oglobo.com, 3 avril 2017
16. ↑  (pt) « Barão Vermelho anuncia volta sem Frejat e com Rodrigo Suricato no vocal », sur www.g1.globo.com, 17 janvier 2017
17. ↑  (pt) « Barão Vermelho tera historia retratada em documentario », sur www.revistaartebrasileira.com.br, 30 novembre 2016
18. ↑  (pt) « Barão Vermelho apresenta o novo baixista da banda em show no Ceará », sur www.g1.globo.com, 3 décembre 2017
19. ↑  « Biographie Cazuza », sur www.musicme.com